# Deli Muda Hilir
Deli Muda Hilir is een bestuurslaag in het regentschap Serdang Bedagai van de provincie Noord-Sumatra, Indonesië. Deli Muda Hilir telt 805 inwoners (volkstelling 2010).